# Pensament computacional

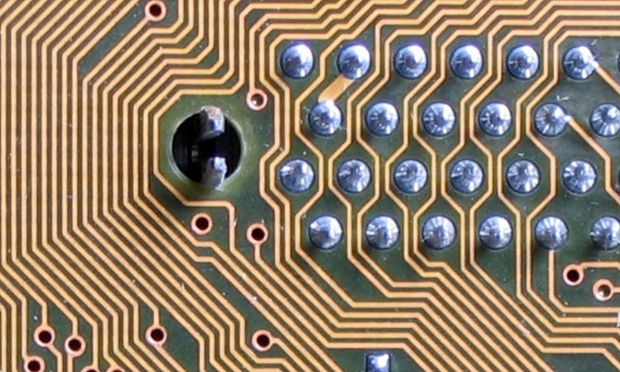
Algunes línies de plaques de circuits laberíntics. Està relacionat amb el pensament computacional.

El pensament computacional és un procés que generalitza una solució per problemes de solució oberta, no única. Els problemes de solució oberta fomenten respostes completes i significatives basades en múltiples variables, que requereixen l'ús de la descomposició, la representació de dades, la generalització, el modelatge i d'algoritmes que es troben en el pensament computacional. El pensament computacional requereix la descomposició de tot el procés de presa de decisions, les variables que hi intervenen, i totes les solucions possibles, assegurant que la decisió correcta es fa sobre la base dels paràmetres corresponents i les limitacions del problema.
Les característiques que defineixen el pensament computacional són la descomposició, la representació de dades, la generalització / abstracció i algoritmes. En el pensament computacional, s'aconseguix una solució genèrica descomponent un problema, identificant les variables que hi intervenen mitjançant la representació de dades, i creant algoritmes. La solució genèrica és una generalització o abstracció que es pot utilitzar per resoldre una multitud de variacions del problema inicial.
El pensament computacional es pot utilitzar per resoldre algorítmicament problemes d'escala complexos, i s'utilitza sovint per realitzar grans millores en l'eficiència.

## Etimologia
El terme "pensament computacional" va ser utilitzat per primera vegada per Seymour Papert el 1980 i de nou en 1996.
Aquest terme va començar a ser conegut en la comunitat informàtica a causa d'un article de Jeannette Wing. L'article suggereix que el pensament computacional és una habilitat fonamental per a tothom, no només per a la informàtica, i defensa la importància d'integrar les idees computacionals en altres disciplines.

## Característiques
El pensament computacional és un procés de resolució de problemes que inclou les següents característiques: Anàlisi i organització lògica de dades; modelat de dades, abstraccions de dades i simulacions; la formulació de problemes en els que els ordinadors puguin ajudar; identificació, prova i implementació de possibles solucions; automatització de solucions a través del pensament algorítmic; i generalització i aplicació d'aquest procés a altres problemes.

## Tècniques
Hi ha quatre tècniques clau del pensament computacional:
- Descomposició, que consisteix a dividir un problema complex en parts més petites i manejables.
- Reconeixement de patrons, és a dir, cercar semblances entre els diferents problemes o dins un mateix problema.
- Abstracció: centrar-se únicament en la informació important, ignorant els detalls irrellevants.
- Algoritmes, per a desenvolupar una solució al problema pas a pas, o les instruccions a seguir per a resoldre un problema
- Cada una d'aquestes parts és tan important com les altres. L'aplicació correcta de totes aquestes tècniques ajuda a programar un ordinador.

## A l'educació

### Nivells preuniversitaris
Tot i que el pensament computacional es practica sobretot en l'educació a nivell universitari, aquest ha crescut en importància en els nivells K-12 de l'educació STEAM. Es poden trobar institucions en línia que proporcionen un currículum, i altres recursos relacionats per construir i enfortir els estudiants pre-universitaris amb el pensament computacional, l'anàlisi i la solució de problemes. Una important és la Carnegie Mellon Robotics Academy que ofereix un ampli ventall de cursos de formació per als estudiants preuniversitaris, així com per als professors. Els seus programes exerceixen mètodes d'instrucció de scaffolding a través de processos d'enginyeria. També hi ha un altre web en línia anomenada "legoengineering.com" que ofereix recursos similars.
Pel que fa a una instal·lació física, al centre de Nova Jersey, hi ha una petita institució, anomenada Storming Robots, que ofereix programes de tecnologia al grau del 4 al 12 que se centren en algorítmica i pensament computacional a través de projectes de robòtica durant l'any escolar. Els estudiants poden seguir el seu full de ruta a partir del grau 4 fins que es graduïn de la universitat.

### STEAM i educació secundària
L'aprenentatge basat en problemes és particularment important en la Ciència, Tecnologia, Enginyeria, Art i Matemàtiques, també conegut com a STEAM (Science, Technology, Engineering, Art and Mathematics). La connexió que fa el pensament computacional en el context des processos de resolució de problemes està present en les classes de STEAM.
Les característiques del pensament computacional reformulen problemes descomponent-los en segments més petits i manejables. Aquestes estratègies permeten als estudiants transformar problemes complexos en procediments de múltiples passos que no només són més fàcils d'examinar, sinó que també constitueixen una manera més eficient de pensar.
En l'educació STEAM, el pensament computacional es defineix com un conjunt d'habilitats cognitives que permeten als educadors K-12 identificar patrons, descompondre problemes de parts complexes en passos més petits, organitzar i crear una sèrie de mesures per proporcionar solucions i construir una representació de la interacció de dades a través de simulacions. Els professors de classes de STEM que inclouen pensament computacional permeten als estudiants practicar les habilitats relacionades amb la resolució de problemes, com ara l'assaig i error.

## Centre per al pensament computacional
La Universitat Carnegie Mellon a Pittsburgh compta amb un centre per al pensament computacional. L'activitat més important del centre és dur a terme PROBEs (sondes, en català) o exploracions orientades a problemes. Aquestes “sondes” són experiments que apliquen nous conceptes de computació als problemes per mostrar el valor del pensament computacional.
Un experiment PROBE és generalment una col·laboració entre un informàtic i un expert en el camp que ha de ser estudiat. L'experiment en general té una durada d'un any. En general, una PROBE tractarà de trobar una solució per a un problema que sigui àmpliament aplicable i evitar problemes poc generalitzables. Alguns exemples dels experiments PROBE són la logística de trasplantament de ronyó òptima i com crear fàrmacs que no reprodueixin els virus resistents als fàrmacs.